# Safety car
Safety car (kendt som pace car i USA) er i motorsport en bil, der kommer på banen under racerløb, hvis der er behov for at de konkurrerende biler skal sænke hastigheden, ved blandt andet ulykker eller andet der obstruere sikkerheden på banen. 

## Funktion
Safety car bliver sendt ud på banen, når der indtræffer en situation, som indebærer at løbet ikke kan fortsætte på normalt vis under trygge forhold. Banemarshalls vil også vifte med gule flag, og vise skilte med bogstaverne «SC».
I Formel 1 er safety car udstyret med gule og grønne lys. De grønne lys signalere at køren lige bagved kan passere. Når den førende kører er bagved safety car, ændres lysene til gult. Safety car køres af en professionel racerkører, og må holde en jævn høj hastighed, så dækkene på racerbilerne holdes på en rigtig temperatur, og samtidig undgå at bilenes motorer overophedes.